# Nijni Nóvgorod
|  | Per a altres significats, vegeu «Gorki (desambiguació)». |

Nijni Nóvgorod (en alfabet ciríl·lic Нижний Новгород; en rus literalment 'baixa ciutat nova') és una ciutat de la Federació Russa, que es troba a la confluència de dos grans rius, el Volga i l'Okà. Té una població d'1,2 milions d'habitants i d'1,7 milions si es té en compte l'àrea metropolina. És el centre econòmic i cultural de la regió del Volga-Viatka, així com el centre administratiu de l'óblast de Nijni Nóvgorod i del Districte Federal del Volga. De 1932 a 1990 la ciutat va dur el nom de Gorki (Горький) en honor de l'escriptor Maksim Gorki, nascut a la ciutat.
Va estar tancada al turisme fins al començament de la dècada del 1990 (l'Associació d'Amics de Gorki de Sant Boi de Llobregat, entitat solidària reconeguda per la UNESCO, va ser el primer grup turístic estranger a visitar la ciutat).
Té un centre antic molt bonic i ben conservat, amb molts monuments històrics, arquitectònics i culturals únics, que han fet que la UNESCO inclogui Nijni Nóvgorod en la llista de les 100 ciutats del món que representen el valor històric i cultural del món.

## Història

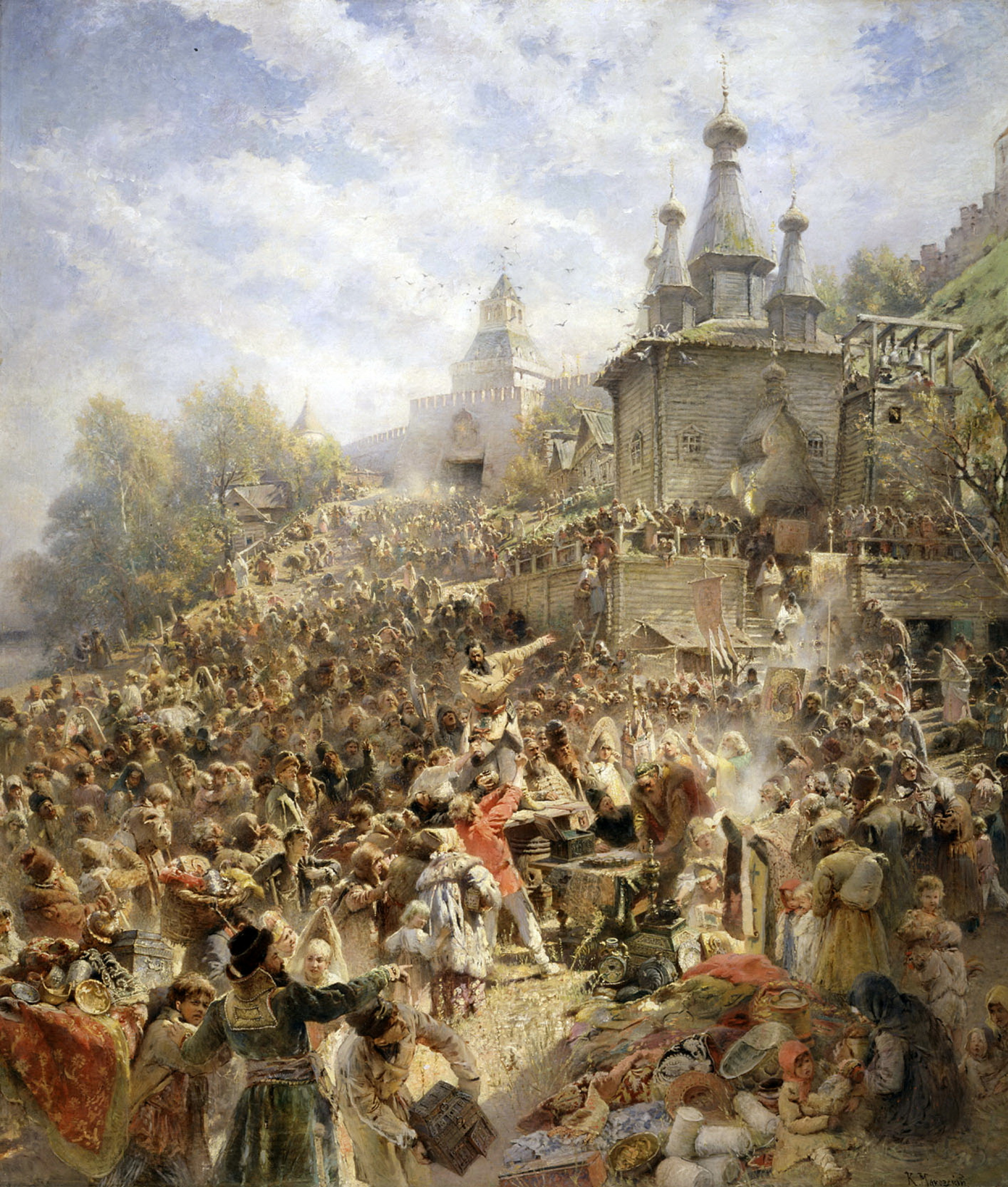
La crida de Minin a la milícia popular per l'alliberament de Moscou dels polonesos. 1612

Nijni Nóvgorod va ser fundada pel príncep magnífic Iuri el 4 de febrer de 1221 a la confluència de dos grans rius, el Volga i l'Okà, envoltada per un fossat, i s'hi va construir un kremlin de fusta (als països eslaus, un kremlin és una fortalesa emmurallada, emplaçada generalment en algun lloc estratègic de la ciutat, on hi havia el palau del rei o del príncep i els principals edificis públics, civils i religiosos; el més cèlebre és el de Moscou).
El 1350 es va convertir en la capital del principat de Nijni Nóvgorod. El palau, les catedrals de pedra i els monestirs del príncep van ser construïts al Kremlin. La nova capital va començar a desenvolupar comerç i arts, i va començar a construir un nou sistema de fortaleses. Nijni Nóvgorod es va convertir en el centre cultural de Rússia. Al segle xiv, el filòsof Pàvel Visoki i el pintor Prókhor (precursor d'Andrei Rubliov) van viure a la ciutat.
Entre la seva fundació i el segle xiv va ser cremada i enrunada set vegades per les tribus i els exèrcits dels tàtars. Però després de cada invasió la gent va restaurar i va renovar la ciutat. Al final del segle xiv Moscou aspirava a unir totes les terres russes. I el 1393 Nijni Nóvgorod va perdre la seva independència i va ser incorporada al principat de Moscou. D'ençà d'aleshores, la ciutat va perdre la seva importància militar i va començar a desenvolupar el comerç. La seva situació a la intersecció de les rutes més significatives del comerç entre orient i occident va treballar al seu favor.
La ciutat va ocupar un paper significatiu en la història de Rússia quan va dirigir el moviment patriòtic durant els Temps Turbulents de l'Interregne o Smútnoie vrèmia (Смутное время, 1603-1613). Kuzmà Minin i Dmitri Pojarski, ciutadans de Nijni Nóvgorod, van organitzar milícies que van expulsar els invasors polonesos. En memòria d'aquest esdeveniment al segle xix es va fer un monument a Minin i Pojarski situat a la plaça Roja de Moscou, del qual n'hi ha una còpia a Nijni Nóvgorod mateix. Els habitants de Nijni Nóvgorod van prendre part activa en les reformes de Pere el Gran. La seva experiència en la fabricació de veles fou vital en la fundació de la marina russa. Les naus construïdes per a la mar d'Azov i les guerres perses foren decisives, i els soldats dels regiments formats a Nijni Nóvgorod es van distingir en la batalla.
A la meitat del segle xvii va començar la reconstrucció de Nijni Nóvgorod. Les esglésies Uspènskaia (la de la Dormició de la Mare de Déu), Ilínskaia (la de Sant Elies) i Stroganóvskaia (l'església construïda pels Stróganov) han sobreviscut i conserven la seva bellesa fins i tot avui. També va desenvolupar la seva vida cultural. El 1798 el príncep Xakhóvskoi va fundar el primer teatre. També l'inventor Ivan Kulibin va viure i va morir en aquesta ciutat.

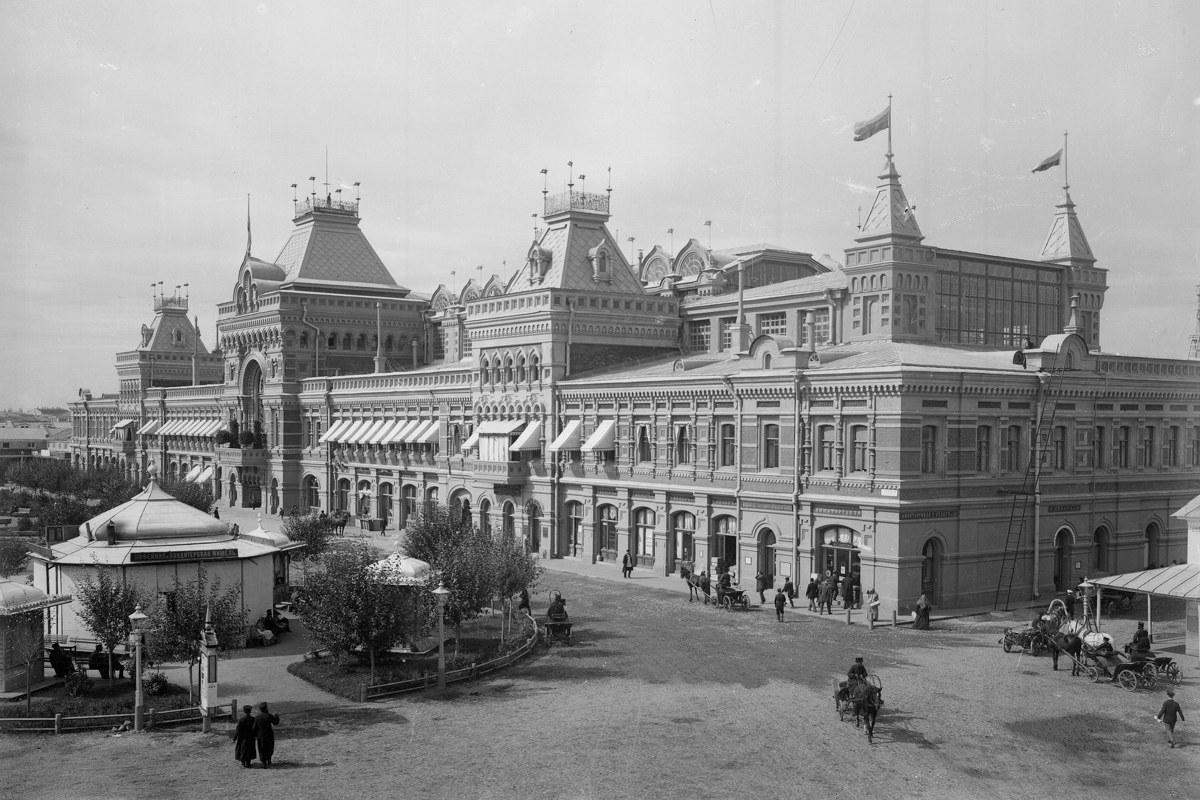
El palau principal de la fira. Exposició tot rus. 1896

El 1817 la fira comercial que se celebrava a Makàriev va ser traslladada a Nijni Nóvgorod, amb què la ciutat va adquirir en aquesta època importància internacional. Els comerciants de Rússia i de molts països europeus i asiàtics van aprofitar la seva estada a la ciutat per negociar i muntar empreses rendibles. La fira va influir en la reconstrucció de la ciutat, on va aparèixer un gran complex d'edificis. Un nou pla de reconstrucció, començat el 1837, dona com a resultat el palau del governador, la catedral nova i el jardí del Kremlin. El vell fossat de la fortificació va ser emplenat. El 1847 es va establir un sistema de proveïment d'aigua. Actualment la ciutat està restaurant els seus llocs històrics i culturals.
El període industrial va començar a la ciutat a la segona meitat del segle xix. En aquella època es va convertir en un dels centres industrials més grans de Rússia. La planta de Sórmovo, fundada el 1849, va ocupar un paper principal en la construcció naval i la fabricació de maquinària: hi van treballar més de 10.000 persones en la construcció de vaixells i vagons de ferrocarril. Kurbàtov (fundada el 1857) i Iàkovlev eren altres grans plantes industrials relacionades amb la producció de vaixells (al voltant de la meitat de les naus russes es van fer a Nijni Nóvgorod, i s'hi van construir els primers vaixells de motor del món). El 1862 es va connectar amb Moscou per tren, i el 1898 la planta de Sórmovo va produir la seva primera locomotora. El 1897 Bugrov i Baixírov, els comerciants més rics de la ciutat, van aixecar una fàbrica que es va convertir en la més gran de Rússia. El carrer de Rojdèstvenskaia (ara carrer de Maiakovski) es va convertir en el centre de Nijni Nóvgorod. Els hotels i els restaurants, les botigues i els negocis, els bancs més potents i rics i les oficines de les companyies de construcció naval, tot plegat era allà. Per a l'exposició industrial de tot Rússia del 1896 es va construir el primer ferrocarril funicular rus. A començament del segle xx es van aixecar l'Ajuntament, la Duma (1904) i la sucursal del Banc Estatal (1913).

Soldats prop del Kremlin abans de marxar cap al front. 1941

Després de la Revolució del 1917, els líders comunistes van intentar enderrocar la vella cultura. Moltes esglésies i edificis històrics van ser destruïts, i van empresonar i matar molta gent progressista i intel·lectual de la ciutat. Nijni Nóvgorod continuava sent el centre industrial de la nova Unió Soviètica. El 1937 la ciutat era la fàbrica d'automòbils més gran de Rússia.
Durant la Segona Guerra Mundial, la ciutat de Gorki va estar exposada al bombardeig alemany. Això va durar de 1941 a 1943. Durant aquest temps, fabriquen automòbils de Gorki va ser destruït completament, altres àrees urbanes van ser danyades. Un fet interessant: les metralladores antiaèries es van instal·lar en lloc de la cúpula de la catedral d'Alexandre Nevski i de les torres del Kremlin.
El 1991, després de l'esfondrament del règim comunista, s'hi va restablir la fira. La ciutat va lligada al nom de grans científics i combatents russos de la democràcia, com el del físic Andrei Sàkharov, que fou exiliat a Nijni Nóvgorod a causa de les seves idees antimilitaristes i la seva lluita per la democràcia i la llibertat.

## Economia
Des del segle xix, Nijni Nóvgorod és un dels centres industrials més importants de Rússia. Actualment s'hi fabriquen automòbils (GAZ), vaixells fluvials i marítims (Kràsnoie Sórmovo, en rus Красное Сормово) i fins i tot submarins i hidrofoils, avions de guerra (a la planta Sokol) i molts altres tipus de maquinària. La tradicional fira de Sant Macari que se celebrava a Makàrievo es va traslladar a Nijni Nóvgorod l'any 1816; aquest esdeveniment va ser el fet més significatiu per al futur comercial de la ciutat en l'àmbit nacional rus.

## Geografia
Situada a la confluència de l'Okà i el Volga, Nijni Nóvgorod fa molts segles era un nus de comunicació fluvial, i encara ho és avui dia. El ferrocarril de Moscou va arribar a la ciutat l'any 1862. Més tard, la línia fou ampliada a Kotélnitx, i així es convertí en una branca del ferrocarril Transsiberià. Altres ferrocarrils connecten la ciutat amb Arzamàs, i amb algunes ciutats de la rodalia (Zavolje, Pàvlovo, Kstovo).
L'aeroport internacional de Nijni Nóvgorod (codi IATA: GOJ) està localitzat a Strigino, a la part sud-oest de la ciutat. No és d'una gran importància, però té serveis aeris freqüents amb Moscou, i també s'un a tres vols setmanals a algunes de les ciutats principals de Rússia, Bakú (Azerbaidjan) i Frankfurt (Alemanya).

## Cultura

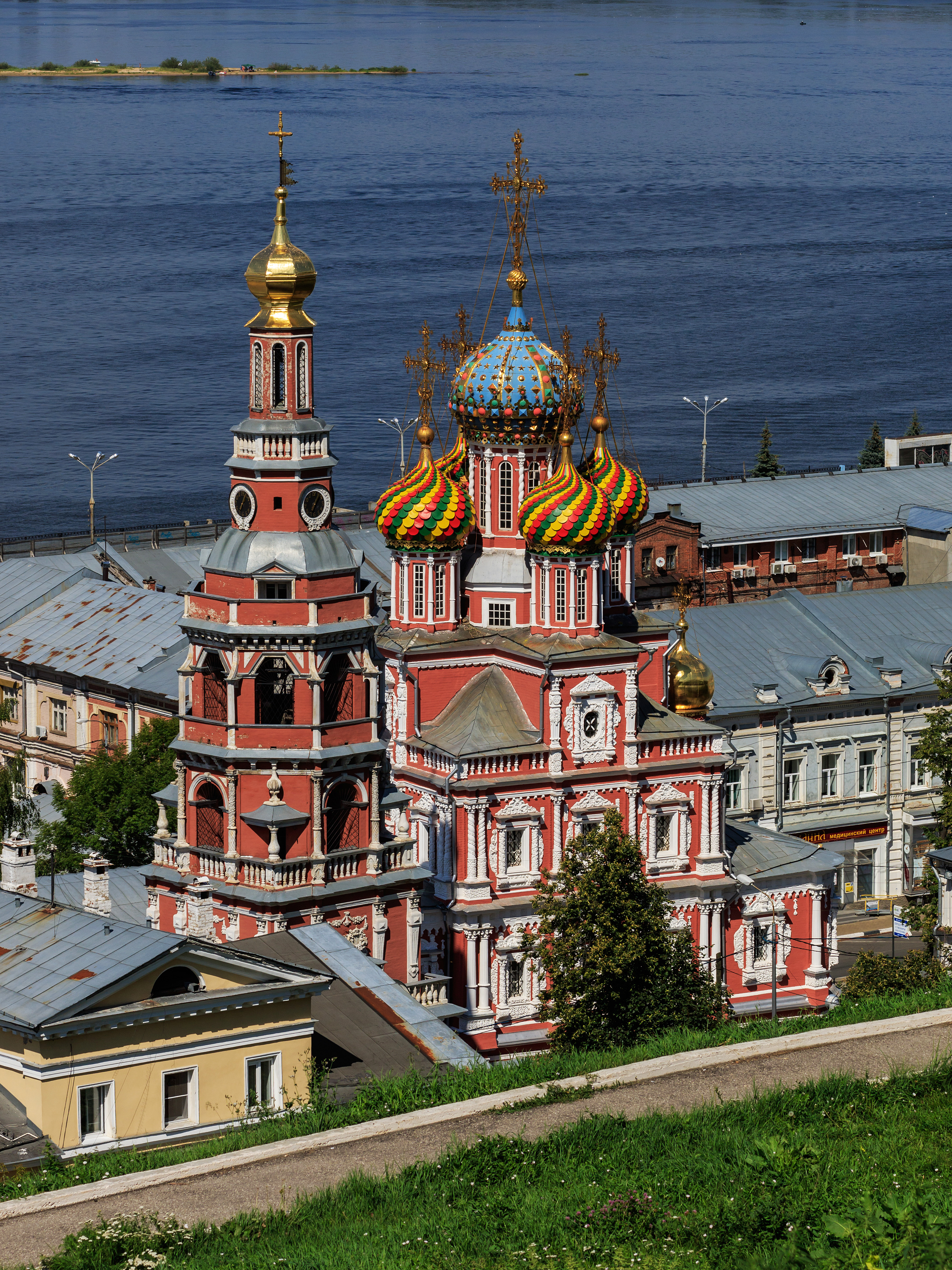
Església dels Stróganov

El cor històric de la ciutat, el Kremlin de Nijni Nóvgorod, va ser restaurat durant la fi del segle xix i al segle xx, i ara és l'atracció turística més important de la ciutat, i també el centre administratiu de la ciutat i de l'óblast (província) sencer. Està situat en un turó sobre el Volga, al costat dret del riu Okà, amb grans vistes al nord i l'oest. Al davant de la torre de Sant Demetri, que és la torre i la porta principal de la fortalesa, hi ha la plaça de Minin, la plaça central de la ciutat. A l'extrem nord de la plaça hi ha l'estàtua de Valeri Txkàlov; una gran escalinata descendeix de l'estàtua fins al Volga. Del costat sud de la plaça de Minin, surt el carrer Pokrovka (és a dir, de la Intercessió de la Mare de Déu), que va fins a la plaça de Gorki. És un carrer de vianants, ple d'edificis històrics, botigues, bancs, teatres i restaurants.
Una part interessant de la vida cultural i l'herència històrica de la ciutat són els seus museus.
- El Museu d'Art de Nijni Nóvgorod va ser fundat el 1896. Les seves primeres obres van ser donades pels col·leccionistes i els afeccionats locals, entre ells el gran escriptor Gorki. De la seva pròpia col·lecció, va fer donació de pintures de Roerich, Kustódiev i Nésterov. L'Acadèmia Russa d'Art va fer una gran contribució a aquest museu. Després de la Revolució del 1917 i de la nacionalització de col·leccions privades, el Museu d'Art es va convertir en un dels millors de Rússia. Ara té més de 10.000 objectes exposats. L'antic art rus és present en les pintures i les icones úniques del segle xiv al XIX. El museu té les seccions d'art rus antic, art rus modern i art europeu. S'hi representen tots els estils i totes les tendències. S'hi exposen obres de pintors russos cèlebres com Repin, Vasnetsov, Xixkin, Serov i Roerich, famosos arreu del món.
- El Museu d'Història i Arquitectura va ser fundat el 1867. Molts visitants estrangers, després de veure el museu, entenen com són les tradicions russes. El museu té una rica col·lecció de vestits, d'arts aplicades, de cristalleria i de porcellana.

El centre de la vida cultural són els seus teatres, que en total són sis: el Teatre Dramàtic, el Teatre de l'Òpera i del Ballet Clàssic, el Teatre Còmic, la Filharmònica de Nijni Nóvgorod, el Teatre de Marionetes i el Teatre Jove. El Teatre Dramàtic és el més antic de la ciutat. Va ser fundat el 1798 pel príncep Xakhóvskoi. Durant els seus més de 200 anys d'activitat, hi han actuat els artistes més cèlebres. Ara s'hi representen tant obres clàssiques com modernes. Després de la reconstrucció feta per l'Ajuntament el 1935, es va reobrir el Teatre de l'Òpera i del Ballet Clàssic. És un dels teatres preferits entre els habitants de Nijni Nóvgorod. El Teatre de Marionetes és el preferit entre el públic més jove.
Nijni Nóvgorod és també un centre universitari. A la ciutat hi ha facultats de la Universitat Estatal, com ara Idiomes, Medicina i Nàutica.

## Persones il·lustres
- Dmitri Pojarski (1577-1642), príncep ruríkida, va comandar les forces russes contra els invasors polonesos (1611-1612) cap al final del Període Tumultuós
- Kuzmà Minin (?-1616), heroi nacional rus del 1612
- Nikolai Lobatxevski (1792-1856), matemàtic i geòmetra
- Nikolai Dobroliúbov (1836-1861), crític literari, periodista, poeta i demòcrata revolucionari
- Mili Balàkirev (1837-1910), compositor, líder del Grup dels Cinc
- Vladímir Steklov (1864-1926), matemàtic, mecànic i físic
- Aleksandr Uliànov (1866-1887), revolucionari, germà gran de Lenin
- Maksim Gorki (1868-1936), escriptor i activista polític
- Aleksandr Krein (1883-1951), compositor
- Iàkov Sverdlov (1885–1919), líder del partit bolxevic i president del Comitè Executiu Central de Totes les Rússies
- Léon Zack (1892–1980), pintor i escultor figuratiu francès d'origen rus
- Nikolai Bulganin (1895–1975), polític soviètic, prime rministre (1955–1958), mariscal de la Unió Soviètica
- Anatoli Marienhof (1897–1962), poeta, novel·lista i dramaturg
- Aleksandr Golovànov (1904–1975), pilot, mariscal de l'Aviació
- Nikolai Bogoliúbov (1909–1992), físic teòric, matemàtic
- Vladímir Aixkenazi (n. 1937), pianista i director rus de nacionalitat islandesa i suïssa
- Serguei Nóvikov (n. 1938), matemàtic
- Pàvel Ledniov (1943-2010), pentatleta modern i campió olímpic
- Tatiana Avérina (1950–2001), patinadora de velocitat sobre gel
- Serguei Riàbtsev (n. 1958), violinista i cantant de la banda de gypsy punk Gogol Bordello
- Tatiana Xvigànova (n. 1960), jugadora d'hoquei sobre herba i medallista olímpica
- Dmitri Kónixev (n. 1966), ciclista
- Aleksandr Baburin (n. 1967), jugador d'escacs rus nacionalitzat irlandès
- Dmitri Txérixev (n. 1969), futbolista
- Vladímir Gússev (n. 1982), ciclista
- Natàlia Vodiànova (n. 1982), model, filantropa i actriu de cinema
- Ígor Levit (n. 1987), pianista rus nacionalitzat alemany
- Denís Txérixev (n. 1990), futbolista, davanter del Reial Madrid
- Daniïl Trífonov (n. 1991), pianista i compositor